# Thaumatogelis asiaticus
Thaumatogelis asiaticus là một loài tò vò trong họ Ichneumonidae.